# Méthode Charmat
De méthode Charmat, ook wel méthode cuve close genoemd, is door de Fransman Eugène Charmat in 1910 uitgevonden en behelst een tweede gisting van de wijn die niet plaatsvindt op de fles maar in het (roestvaststalen) vat. In deze tank wordt suiker en gist toegevoegd. Tijdens deze tweede gisting ontstaat er koolzuurgas dat niet kan ontsnappen en oplost in de wijn. Voor de afvulling op fles wordt liqueur d'expédition toegevoegd. Dit is een mengsel van rietsuiker, witte wijn en eventueel esprit de cognac.
Met deze methode kunnen op relatief goedkope wijze goede mousserende wijnen worden gemaakt. Als de tweede gisting is afgelopen wordt de dan mousserende wijn onder druk gebotteld. Op geen enkel moment is er contact met de buitenlucht.